# NGC 1762
NGC 1762 este o galaxie spirală situată în constelația Orion. A fost descoperită în 8 octombrie 1785 de către William Herschel. Se află la o distanță de 100,93 megaparseci de Pământ.